# Ієрократія

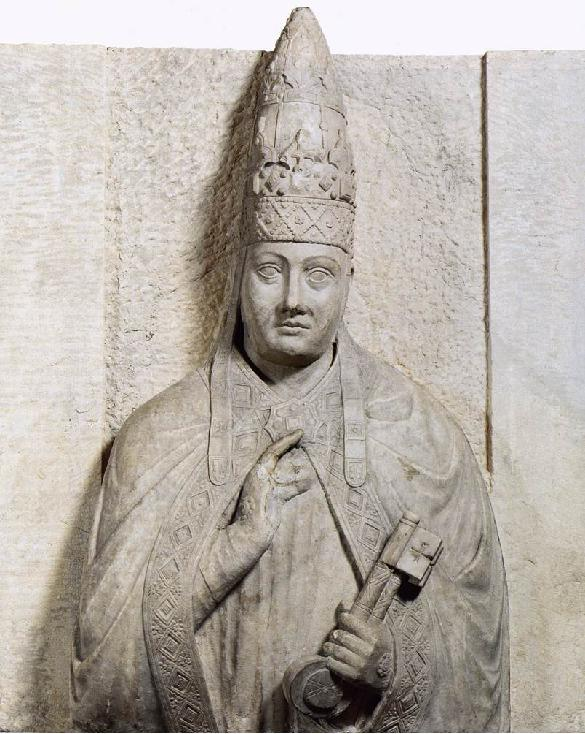
Надгробний образ Боніфація VIII.

Ієрокра́тія, або папі́зм — течія латинської правової та політичної думки, що стверджувала, верховенство влади папи не тільки над духовними, а й над мирськими справами. У своїй повній, пізньосередньовічній формі, ієрократична теорія базувалась на аргументах, що оскільки Христос був володарем всесвіту, одночасно царем і священником, а папа був його земним намісником, то папа також повинен мати як духовну, так і мирську владу над усіма у світі. Папістські письменники наприкінці XIV століття, такі як Августин Тріумфус і Єгидій Римський, зображували світський уряд як продукт людської гріховності, який за необхідності виник у результаті тиранічної узурпації і може бути викуплений лише підпорядкуванням найвищому духовному суверенітету Папи. Як голова католицької церкви, що не підкоряється іншій юрисдикції, крім Бога, папа, на їхню думку, був монархом вселенського царства, влада якого поширювалася як на християн, так і на нехристиян.
Ієрократи обмежували свою широку концепцію влади Папи, визнаючи, що повсякденне здійснення мирської влади загалом належить світським князям, хоч і під керівництвом Папи. Тоді ієрократія критикувалася з прокоролівської точки зору Іоанном Паризьким, на захист універсальної монархії імператора Священної Римської імперії Данте Аліг'єрі, а також критиками папського верховенства над самою католицькою церквою, такими як Марсилій Падуанський. Хоча ієрократія продовжувала впливати на папську політику аж до епохи Реформації, до XVII століття ця доктрина була загалом відкинута католицькими теологами.

## Історія
Средневековая ієрократична теорія виникла внаслідок Григоріанської реформи середини XI століття. З часу понтифіката Григорія I на початку VII століття останні папи рідко випробовували необхідність в явному затвердженні принципу папського примата. Растущая частота папского вмешательства в церковном управлении побуждала средневековых канонистов прояснять отношения между папой и епископами, а к XI веку эта формулировка папского примата стала распространяться і на владу папок у світовій сфері. У своєму «Dictatus papae» 1075 років папа Григорій VII придав цьому принципу детальну юридичну форму, прагнучи втілити абстрактну теорію примата в конкретну державну політику. Після того, як на початку XIII століття при папі Іннокентії III була міцно встановлена папка внутрішньої монархії всередині самої церкви, каноністи змогли надати своє значення на мирські справи.
Важливою віхою у розвитку ієрократичної теорії стала розробка каноністом Хостіенсісом у середині XIII століття ідеї plenitudo potestatis, «повноти влади» папи. Хостіенсіс наголосив на традиційному християнському аргументі, що вся політична влада походить від Бога, але стверджував, що папа має особливий статус: будучи намісником Бога, папа, коли він виконує свої обов'язки і не грішить, діє як Бог. Влада папи була «чудодійною»; він міг за своїм бажанням видавати послаблення будь-якому позитивному закону, роблячи, наприклад, байстрюків законними та відновлюючи репутацію ганебників. Папа Інокентій IV, який правив з 1243 по 1254, надав папській політиці все більш ієрократичне напрям, стверджуючи, що папа має право сам обирати монарха, якщо яке-небудь християнське королівство виявиться вакантним.
Ієрократичні ідеї отримали подальший розвиток під час боротьби між папою Боніфацієм VIII та Філіпом VI Французьким, і остаточне офіційне формулювання вони отримали в буллі Боніфація «Unam sanctam» 1302 року, в якій говорилося, що "духовна влада повинна засновувати її земну владу і судити і що «для порятунку необхідно, щоб кожна людська істота підкорялася римському понтифіку». Приблизно в той же час були написані докладні виклади ієрократичної теорії, такі як «De ecclesiastica potestate» («Про церковну владу») Джайлса Римського в 1301 і «De regimine Christiano» («Про християнське правління») Якова Вітербського у 1302 році. Поразка Боніфація завдала удару по ієрократичним устремлінням, від якого вони так і не змогли оговтатися; тим не менш, ієрократична теорія продовжувала впливати на папство аж до XVI століття, прикладом чого служить перевидання П'ятим Латеранським собором «Unam sanctam» незадовго до Реформації і спроба папи Пія V скинути Єлизавету I Англійську в його буллі 1570 «Regnans in excel».
Незважаючи на свою широку концепцію авторитету папської влади, ієрократичні теоретики не вважали, що папа в звичайному порядку має сам безпосередньо здійснювати тимчасову владу. Хоча папа і був нижче за становищем, вони вважали, що посада світського князя все ж таки була визначена Богом, і тимчасова влада папи повинна була здійснюватися опосередковано, через його керівництво та управління князями. Ієрократичний каноніст Августінус Тріумф у своїй «Summa de potestate ecclesiastica» («Короткий виклад церковної влади»), написаній в 1326 році, стверджував, що папа має універсальну юрисдикцію у мирських і духовних питаннях у всьому світі (in toto orbe terrarum spir et temporalium … universalis iurisdictio), але його безпосереднє тимчасове управління поширюється лише на землі, які, як тоді вважалося, були даровані йому за дарчим Костянтином. Спочатку це була Західна Римська імперія, але коли виникли пізніші монархи і несправедливо відчепили собі території, папа вирішив стримати їх домагання на суверенітет, щоб уникнути розколу серед вірян, і згодом на практиці обмежив своє управління Італією, не відмовляючись, проте, ні від яких прав.

## Критика
Середньовічна опозиція ієрократії, що наполягає на чіткому поділі мирської та духовної влади, часто називається «дуалізмом»: на практиці позиції ієрократів і дуалістів часто перетиналися, при цьому ієрократи визнавали окрему владу світських князів, а дуалісти — загальне керівництво християнською громадою з боку папи.
Ієрократія піддавалася критиці з боку інших середньовічних письменників з цілого ряду напрямків. Іоан Паризький, який писав у контексті суперечки між Боніфацієм і Філіпом Французьким, у своєму творі 1303 «De potestate regia et papali» («Про королівську і папську владу») стверджував, що царювання Христа було не від світу цього і не може бути витлумачено як тимчасова юрисдикція . Більш того, у той час як духовна влада була об'єднана в церкві та її управителі папі, політична влада була природно множинною. У своєму творі «De Monarchia», написаному приблизно в 1310, Данте Аліг'єрі прийняв іншу лінію атаки, захищаючи універсальну владу імператора Священної Римської імперії: проти природи церкви здійснювати тимчасову владу, але також і політичну владу бути розділеною. Марсилій Падуанський у своїй роботі «Defensor pacis» («Захисник світу», 1324) відкинув всю основу папства як санкціонованої Богом посади, стверджуючи, що це така ж політична посада, як і будь-яка інша, і що незаконні претензії папи на загальну владу є причиною громадянського розбрату.
Ієрократичні аргументи були дискредитовані у пізнішій католицькій теології. Кардинал Роберт Беллармін атакував ієрократичну концепцію у своїй роботі «De potestate Summi Pontifici» («Про владу верховного понтифіка», 1610) на тій підставі, що обов'язки папи походять від Христа як смертної людини, а не як Бога, а єзуїтський теолог Франциско Суарес водночас стверджував, що папа не може зазіхати, навіть у виняткових випадках, на верховенство світських государів у мирських справах. На початку XVII століття в ієрократії було дуже мало помітних прихильників, і ці критичні зауваження були спрямовані не так на спростування її як живої позиції, як на те, щоб заспокоїти світських правителів, що католицизм не підірве їхню владу.